# Estádio La Rosaleda
O Estádio Municipal Mediterráneo é um estádio de futebol localizado em Málaga, Espanha. É a casa do Málaga CF, que disputa a segunda divisão do campeonato espanhol.
O estádio foi fundado em 14 de setembro de 1941. Possui capacidade para 30.044 torcedores e foi um dos estádio que sediaram jogos da Copa do Mundo de 1982, que ocorreu na Espanha.